# Глищинский, Антон
Граф Антон Глищинский (пол. Antoni Gliszczyński; 1766—1835) — польский политик, экономист и переводчик.

## Биография
Антон Глищинский родился 7 января 1766 года в Польше (в местечке Rożnowie). Из дворян.
Сначала служил в польском войске, потом был префектом быдгосского (бромбергского) департамента (1806—1813) и приобрел известность своими неприязненными отношениями к римско-католическому духовенству; позже был членом польского сейма.
Известен своими трудами по экономическим вопросам (перевел на польский язык работы по политической экономии Шлёцера, Гранди и других).
Граф Антон Глищинский умер 25 декабря 1835 года в городе Варшаве.
Был награждён польским орденом Святого Станислава 1-й степени.